# Leonseius regularis
Leonseius regularis är en spindeldjursart som först beskrevs av De Leon 1965.  Leonseius regularis ingår i släktet Leonseius och familjen Phytoseiidae. Inga underarter finns listade i Catalogue of Life.